# Kronika Diecezji Sandomierskiej
Kronika Diecezji Sandomierskiej – dwumiesięcznik, czasopismo przeznaczone dla duchowieństwa diecezji sandomierskiej.
Kronika jest wydawana od 1908 roku, a jej twórcą  i pierwszym redaktorem był ks. kan. Jan Gajkowski. Kronika jest podzielona na działy tematyczne: dokumenty Stolicy Apostolskiej, rozporządzenia Biskupa Diecezjalnego i Kurii Diecezjalnej, teksty dotyczące spraw duszpasterskich i organizacji diecezji oraz ważniejszych diecezjalnych wydarzeń. Czasem są zamieszczane artykuły teologiczne, filozoficzne, biblijne i liturgiczne oraz listy od misjonarzy.